# 好太王陵
好太王陵，或简称为太王陵，位于吉林省集安市太王镇，坐落于洞沟古墓群禹山墓区，编号JYM0541。根据好太王陵边碣碑、墓上铭文砖及墓边的铭文铜铃上字样，基本可以确认墓主为高句丽第十九代国王好太王，本墓因此得名。好太王陵始建于东晋孝武帝太元十六年（公元391年）。好太王去世两年后，即东晋安帝义熙十年（公元414年），棺椁葬入此陵。
1961年，好太王陵作为洞沟古墓群的一部分被列入中国第一批全国重点文物保护单位；2004年4月，作为高句丽王城、王陵及贵族墓葬的一部分被列为世界文化遗产。

## 地理位置
好太王陵位于集安禹山南麓，距离集安市区约4公里，原名为“东冈村”。周围有临江墓、将军坟、禹山0992号墓和禹山2110号墓等多座高句丽大型王陵，属于洞沟古墓群中的王陵区。墓东北200米处立有碣碑，即好太王碑。

## 墓葬形制
好太王陵属于大型的阶坛积石石墓，周围有陪坟、祭台、墓碑、陵墙等附属设施。陵墓立于禹山南麓的一座丘冈顶端，由花岗岩、石灰岩、山砾石及河卵石等构筑，今存高14米。墓葬修筑于黄土层上一层条石基石上，主体分为阶坛和墓室上下两部分，阶坛呈金字塔状构筑，共有八层，到10至11米成一平台，上筑外观呈覆斗形的墓室并封土，今阶坛大多变形坍塌。现墓葬东长62.5米、北长68米、西边长66米，中部有明显外弧、南长63米。推测好太王陵修筑时应为边长为63米左右的方形。四面立有护坟石倚靠于墓葬上，今存15块，多已倾倒。1990年考古探查时，在墓室内积土下发现石椁，石椁和棺床已早被盗墓毁坏。如今石椁经复原后按原位置摆放，内有棺床两座。

## 出土遗物
好太王陵陵园内共发现砖瓦和金铜铁器等千余件，以及幔架、冠饰、马具、案足等具有较高艺术价值的鎏金器三十余件。墓葬出土17块带铭文的陶砖，上印有“愿太王陵安如山固如岳”字样，为墓主身份提供有力证据。

## 墓主争议
学界大多认可好太王陵的墓主为高句丽第十九代君主广开土大王高谈德，然而亦有部分学者认为好太王碑从属于将军坟，好太王陵的墓主更可能是广开土王之父——故国壤王。也有个别观点认为墓主是高句丽第三代君主大武神王，

## 现代考古与保护
1966年对集安地区古墓普查时将好太王陵编号为JYM0541号。1990年，吉林省文物考古研究所、集安市文物保管所清理了墓上早年盗洞和墓室，又进行了墓室和石椁的修复工作。2003年春，吉林省文物部门又再次复查和测绘太王陵。这次复查，共出土金饰、铁器、铜器、鎏金器、瓦件等1000余件。
好太王陵1961年作为洞沟古墓群的一部分被列入中国第一批全国重点文物保护单位。2004年4月，作为高句丽王城、王陵及贵族墓葬的一部分被列为世界文化遗产。